# Arnulfo Cortés
Arnulfo Cortés es un futbolista mexicano. Jugó para el Club Deportivo Guadalajara de 1955 a 1956. 

## Clubes
| Club        | País   | Año         |
| ----------- | ------ | ----------- |
| Guadalajara | México | 1955 - 1956 |